# Minifúndio

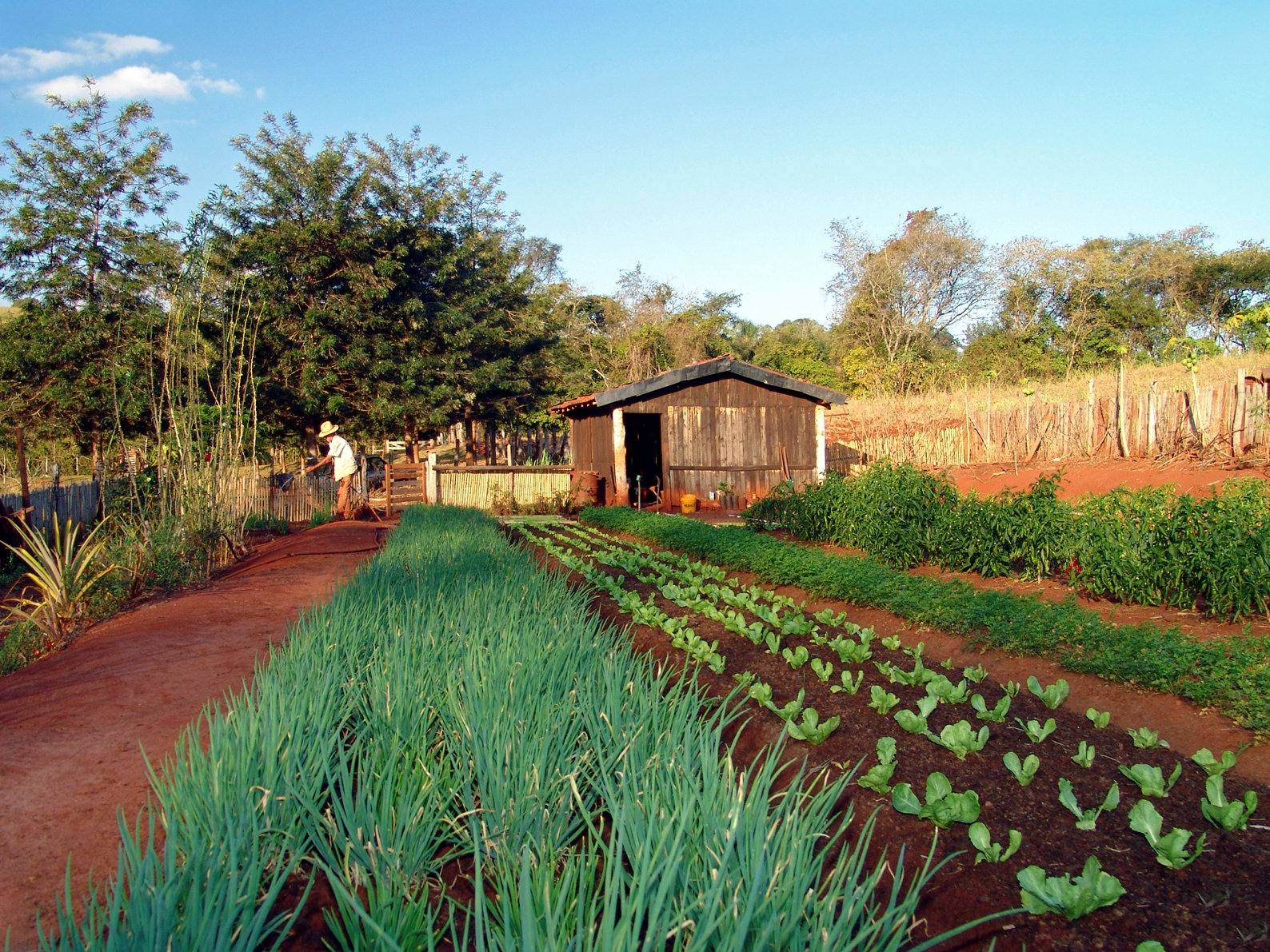
Minifúndio localizado em Avaré

O minifúndio é a propriedade de pequena extensão para o seu auto sustento, em função de vários fatores: a situação regional, por meio do plantio de hortaliças, apicultura, criação de aves, piscicultura, fruticultura e qualquer atividade que dependa de pouco espaço e muita mão de obra. Estes são utilizados na agricultura tradicional.

## Brasil
No Brasil o minifúndio está atrelado principalmente à agropecuária de subsistência, geralmente familiar, utilizando conhecimentos tradicionais e uso de tecnologias sociais com baixo impacto ambiental.
O minifúndio dedica-se principalmente em policultura para o mercado interno.
A cidade com maior número de minifúndios do mundo é Canguçu, no Rio Grande do Sul.